# Alpinia penicillata
Alpinia penicillata là một loài thực vật có hoa trong họ Gừng. Loài này được Roscoe mô tả khoa học đầu tiên năm 1807.